# Вознесенська волость (Золотоніський повіт)
Вознесенська волость — адміністративно-територіальна одиниця в Російській імперії. Складова Золотоніського повіту Полтавської губернії з центром у селі Вознесенське.
Станом на 1885 рік — складалася з 9 поселень, 21 сільська громада. Населення — 7105 осіб (3537 чоловічої статі та 3568 — жіночої), 1348 дворових господарств.
|                     | Площа, десятин | У тому числі орної, дес. |
| ------------------- | -------------- | ------------------------ |
| Сільських громад    | 6388           | 5539                     |
| Приватної власності | 9531           | 6560                     |
| Казенної власності  | 800            | —                        |
| Загалом             | 15985          | 12159                    |

Найбільші поселення волості станом на 1885:
- Вознесенське (Штомпелівка) — колишнє власницьке село при річці Згар за 15 верст від повітового міста, 1125 особа, 205 дворів, православна церква, школа, 2 постоялих будинки, 2 лавки, вітряний млин, 2 маслобійних і винокурний заводи
- Богуславець (Згар) — колишнє державне село при річці Згар, 687 осіб, 110 дворів, православна церква, школа, постоялий будинок, 2 вітряних млини, 3 маслобійних заводи.
- Зорівка — колишнє державне село при річці Кропивна, 1052 особи, 195 дворів, постоялих будинок, лавка, 3 маслобійних заводи.
- Кривоносівка — колишнє державне та власницьке село при озері Россомі, 1312 особи, 263 двори, постоялий будинок, трактир, 12 вітряних млинів, маслобійний завод.
- Лукашівка — колишнє власницьке містечко при річці Кропивна, 450 осіб, 100 дворів, православна церква, 2 постоялих будинки, 2 вітряних млини.
- Пальміра  (Гайворонщина) — колишнє власницьке містечко при річці Згар, 360 осіб, 71 двір, постоялий будинок, лавка, вітряний млин, маслобійний завод, базари по неділях, 2 ярмарки на рік: 12 червня та 1 серпня.
- Хрущівка — колишнє власницьке містечко при річці Кропивна, 729 осіб, 148 дворів, постоялий будинок, водяний і вітряний млини, винокурний завод.